# Bulldog Mansion
Bulldog Mansion (hangul: 불독맨션) es un grupo de pop rock coreano formado en 1999. Su nombre no se traduce literalmente, sino que es más concretamente una aproximación fonética del Hangul, usando su nombre inglés para su antigua web y en sus álbumes y fan-art.

## Estilo
Bulldog Mansion son un grupo de pop rock, con un estilo bastante "comercial", debido en gran parte a que las canciones que les hacen ser más conocidos fuera de Corea necesitan ser pegadizas y atractivas para todos a pesar de eso no ha sido absorbido por la industria y es un grupo muy representativo en cuestión a los géneros musicales que interpretan.

## Expansión
Bulldog Mansion es conocido en el mundo gracias a su canción 'Happy Birthday to Me', usada en la animación en Flash de SamBakZa: "There she is: Step 2: Cake Dance", llegando incluso a ser conocidos más por el nombre de su canción que por el verdadero nombre del grupo.
También tienen una versión bastante peculiar de una canción del grupo venezolano Los Amigos Invisibles , "El Disco Anal", colocando frases en español en el video.

## Discografía
- 2000 - Debut E.P.
- 2002 - Funk
- 2004 - Salon de Música
- 2013 - Re-building
- 2014 - Tres 3

## Enlaces
- Anteriormente contaban con una página propia, pero se desconocen las razones por las cuales abandonaron el dominio.
- There She Is: Step 1 (Canción: Dduatta - The Witches)
- There She Is: Step 2 (Canción: Happy birthday to me - Bulldog Mansion)

- Datos: Q489373